# Kuźnica Kącka
Kuźnica Kącka – (niem. Kennchenhammer) wieś w Polsce położona w województwie wielkopolskim, w powiecie ostrowskim, w gminie Sośnie. Leży ok. 25 km na południowy zachód od Ostrowa Wlkp., przy drodze krajowej nr 25 Bydgoszcz-Wrocław.
Przed 1932 rokiem miejscowość położona była w powiecie odolanowskim, w latach 1975-1998 w województwie kaliskim, w latach 1932-1975 i od 1999 w powiecie ostrowskim.